# ブリット・マーリング
ブリット・マーリング（英語: Brit Marling、1982年8月7日 - ）は、アメリカ合衆国の脚本家、映画プロデューサー、映画監督、女優。

## 来歴
アメリカ合衆国のイリノイ州シカゴにて誕生、ジョージタウン大学で経済学を学び2005年に学位を取得した。
2004年のドキュメンタリー映画『Boxers and Ballerinas』でニコラス・シューメイカー、マイク・ケイヒルと共同で監督、脚本を手掛けた。
2011年、マイク・ケイヒルと共同で製作と脚本を手掛けたSFサスペンス映画『アナザー プラネット』にローダ・ウィリアムズ役で主演し、第16回サンディエゴ映画批評家協会賞主演女優賞を受賞、第27回インディペンデント・スピリット賞第一回脚本賞、第24回シカゴ映画批評家協会賞有望俳優賞、第38回サターン賞主演女優賞と脚本賞にノミネートされている。同年、ザル・バトマングリと共同脚本であるSF映画『Sound of My Voice』にはマギー役で主演している。
2013年には過激な環境保護組織に潜入するスパイを描いた『ザ・イースト / The East』に出演した。

## 主な作品
| 公開年    | 邦題 原題                                       | 役名                                             | 備考             |
| --------- | ----------------------------------------------- | ------------------------------------------------ | ---------------- |
| 2009      | Political Disasters                             |                                                  |                  |
| 2011      | アナザー プラネット Another Earth               | ローダ・ウィリアムス                             | 脚本・製作・出演 |
| 2011      | Sound of My Voice                               |                                                  | 脚本・製作・出演 |
| 2012      | キング・オブ・マンハッタン 危険な賭け Arbitrage | ブルック・ミラー                                 |                  |
| 2012      | ランナウェイ/逃亡者 The Company You Keep        | レベッカ・オズボーン                             |                  |
| 2013      | ザ・イースト The East                           | サラ                                             | 脚本・製作・出演 |
| 2014      | アイ・オリジンズ I Origins                      | カレン                                           |                  |
| 2014      | The Better Angels                               | Nancy Lincoln                                    |                  |
| 2014      | The Keeping Room                                | Augusta                                          |                  |
| 2014      | Posthumous                                      | McKenzie Grain                                   |                  |
| 2016      | The Wife                                        | Young Joan Castleman                             |                  |
| 2016-2019 | The OA                                          | Prairie Johnson / the OA / Nina Azarova / "Brit" |                  |